# Зике (город)
Зике (нем. Syke) — город в Германии, в земле Нижняя Саксония.
Входит в состав района Дипхольц. Население составляет 24 341 человек (на 31 декабря 2010 года). Занимает площадь 127,81 км². Официальный код — 03 2 51 041.
Город подразделяется на 13 городских районов.
| Год  | Население |
| ---- | --------- |
| 1990 | 19 141    |
| 1995 | 22 732    |
| 2000 | 23 555    |
| 2005 | 24 233    |
| 2010 | 24 401    |